# Christian von Bar

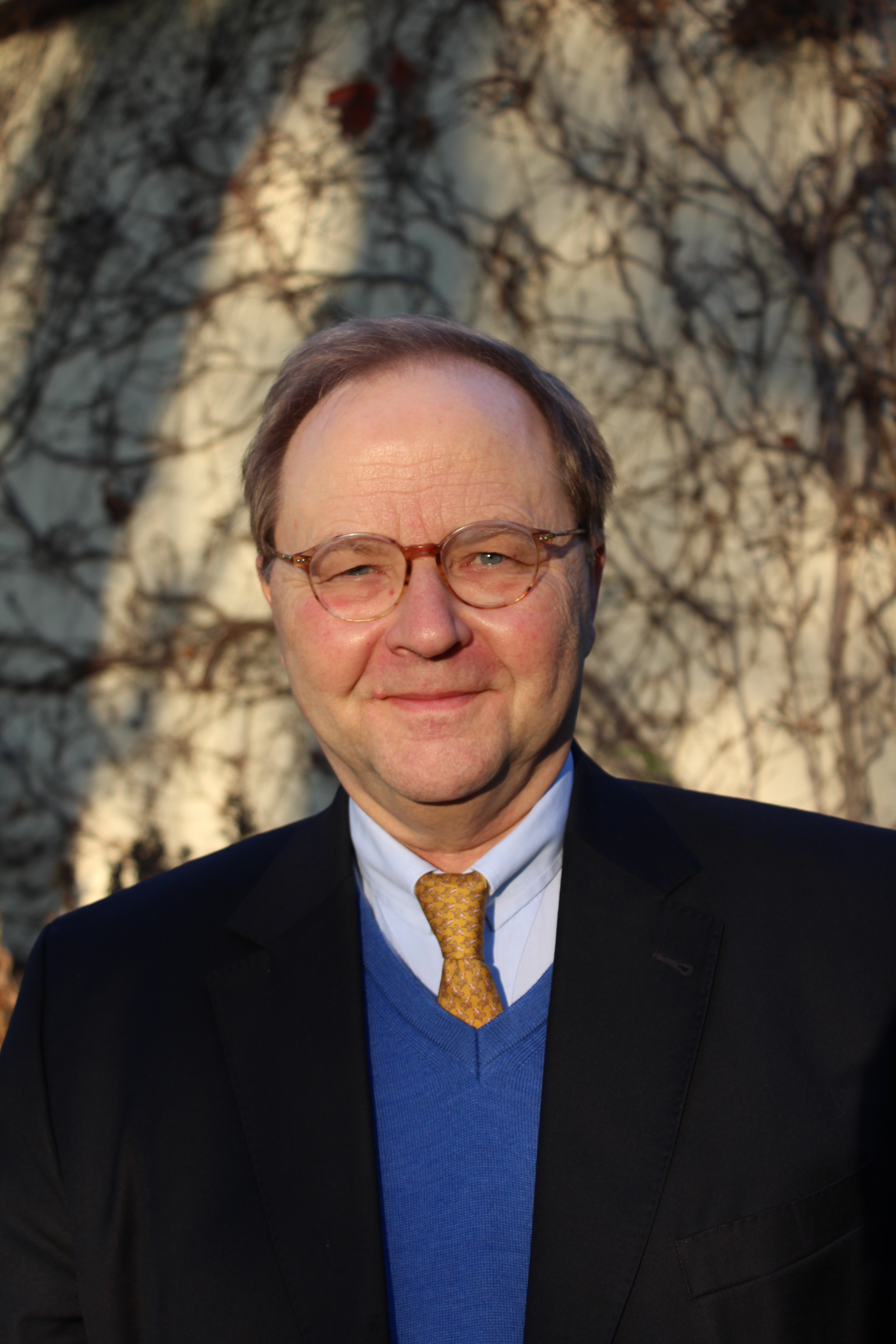
Christian von Bar

Christian von Bar (* 5. Mai 1952 in Hannover) ist ein deutscher Jurist und Universitätsprofessor. Er gründete 1987 das Institut für Internationales Privatrecht und Rechtsvergleichung in Osnabrück und im Jahr 2003 das European Legal Studies Institute (ELSI) der Universität Osnabrück, dessen Direktor er bis zu seiner Emeritierung im Jahr 2020 war. Des Weiteren war er von 1999 bis 2010 Vorsitzender der Study Group on a European Civil Code.

## Leben
Christian von Bar studierte von 1970 bis 1974 Rechtswissenschaften an der Albert-Ludwigs-Universität in Freiburg, der Christian-Albrechts-Universität zu Kiel und der Georg-August-Universität in Göttingen. Sein erstes Staatsexamen legte er 1974 in Göttingen ab. Es folgten 1976 die Promotion in Göttingen, 1977 das zweite Staatsexamen in Hannover und die Habilitation 1979 in Göttingen. Als LL.M.-Student war von Bar von Oktober bis Dezember 1979 an der University of Cambridge. Nach Lehrstuhlvertretungen an der Ruhr-Universität Bochum (SS 1980) und an der Rheinischen Friedrich-Wilhelms-Universität Bonn (WS 1980/81) war er seit dem 1. April 1981 Universitätsprofessor (C 4) an der Universität Osnabrück, wo er bis zu seiner Emeritierung im September 2020 einen Lehrstuhl für Bürgerliches Recht, Europäisches Privatrecht, Internationales Privatrecht und Rechtsvergleichung innehatte.
Im Jahr 1987 gründete von Bar das Institut für Internationales Privatrecht und Rechtsvergleichung in Osnabrück, dessen Direktor er bis 2003 war. Das Institut für Europäische Rechtswissenschaft (European Legal Studies Institute, ELSI) gründete von Bar im Jahr 2003. Bis 2020 war er geschäftsführender Direktor des ELSI, das sich aus den Abteilungen Europäisches Privatrecht, Internationales Privatrecht und Rechtsvergleichung (I) und Europäisches Öffentliches Recht und Rechtsvergleichung (II) zusammensetzt.
Christian von Bar war 1988/89 Dekan der juristischen Fakultät in Osnabrück und ist seit 1988 Vorsitzender Prüfer in den Prüfungskommissionen des Niedersächsischen Justizministeriums. Er erhielt 1987 einen Ruf auf ein Ordinariat an der Ludwig-Maximilians-Universität München und 1991 auf ein Ordinariat an der Ruprecht-Karls-Universität Heidelberg, die er beide ablehnte.
Von Bar war von 1981 bis 1982 Bodossakis Research Fellow im Churchill College Cambridge, im September und Oktober 1985 Visiting Fellow der Waseda-Universität, Professeur invité der Université d’Aix-en-Provence im März 1986, Gastprofessor an der Haager Akademie für internationales Recht im Sommer 1998 sowie zwischen Februar und März 2000 Fellow of Brasenose College and Senior Lecturer in Law an der University of Oxford.
Im Jahr 2010 wurde Christian von Bar zum Sonderberater der Vizepräsidentin der Europäischen Kommission und Kommissarin für Justiz, Grundrechte und Bürgerschaft, Viviane Reding, ernannt. Am 1. Oktober 2019 übernahm er das Amt des Vizepräsidenten des Landesjustizprüfungsamtes im Niedersächsischen Justizministerium.
Von Bar ist ein Gründungsmitglied des European Law Institute, einer Non-Profit-Organisation, die sich der juristischen Forschung sowie der Verbesserung des europäischen Rechts widmet mit dem Ziel, die europäische Integration auf dem Gebiet des Europarechts konstruktiv zu begleiten.

## Ehrungen und Auszeichnungen
Seit 1993 ist von Bar Träger des Gottfried-Wilhelm-Leibniz-Preises der Deutschen Forschungsgemeinschaft. Im Jahr 2006 erhielt er den Niedersächsischen Staatspreis. Die Universität Leuven (2003) und die Universität Tartu (2007) verliehen ihm die Ehrendoktorwürde, von Bar trägt die Linnaeus-Ehrendoktorwürde der Universität Uppsala (2007). Im Mai 2010 erhielt von Bar seinen vierten Ehrendoktortitel von der Universität Helsinki. Die Universität Kattowitz verlieh von Bar im Oktober 2011 die goldene Verdienstmedaille der Universität. Im selben Monat erhielt von Bar den Titel eines Professors (e. h.) an der Jan Dlugosz Universität Tschenstochau. 2012 folgte die Ehrendoktorwürde der Universität Kattowitz, 2013 wurde von Bar Ehrendoktor der Universität Ermland-Masuren in Allenstein. Im Jahr 2016 erhielt er die Ehrendoktorwürde der serbischen Universität Novi Sad.
Des Weiteren ist von Bar Mitglied der Academia Europaea (2016), Corresponding Fellow of the British Academy (2000), korrespondierendes Mitglied der Académie internationale de droit comparé (2003), Mitglied der International Academy of Commercial and Consumer Law, Texas (2004) sowie Honorary Master of the Bench, Gray’s Inn, London (1993).
2018 wurde von Bar das Verdienstkreuz erster Klasse des Verdienstordens der Bundesrepublik Deutschland verliehen.

## Study Group on a European Civil Code
Von 1999 bis 2010 leitete von Bar die Study Group on a European Civil Code, ein Netzwerk von Rechtswissenschaftlern aus der gesamten Europäischen Union auf dem Gebiet der Rechtsvergleichung und des Europäischen Privatrechts. Christian von Bar war verantwortlicher Leiter aller Sitzungswochen der Study Group on a European Civil Code in 15 verschiedenen europäischen Ländern.

## Persönliches
Christian von Bar entstammt der Familie von Bar und ist evangelisch-lutherischer Konfession. Er wurde als Sohn von Otto von Bar und dessen Ehefrau Marie Elisabeth von Bar, verw. von Schwartz, geb. Reichardt, geboren. Sein Großvater war Ludwig von Bar. Mit seiner Ehefrau Ingard von Bar, geb. von Prittwitz und Gaffron hat er drei Söhne. Er ist seit 1986 Ehrenritter und seit 2002 Rechtsritter des Johanniterordens, seit 1989 Vorstand der Johanniter Hilfsgemeinschaft Osnabrück und war von 1990 bis 1992 Kuratoriumsmitglied eines Johanniterkrankenhauses.
Er ist Mitglied des Corps Bremensia Göttingen.